# アンペグ
アンペグ（英: Ampeg）は、ワシントン州ウッディンヴィルに本拠を置く楽器用アンプメーカー。エレクトリックベース用アンプを専門とするが、エレクトリックギター用、オーケストラ用アップライトベースのアンプも製造する。現在はヤマハの子会社であり、傘下のブランドである。
設立時には名ピアニストでベーシストであったエヴェレット・ハルとスタンリー・マイケルの共同経営による「マイケル＝ハル・エレクロトニック・ラボ」という名であった。最初の目的はハル設計のマイクピックアップと、歪みを最小限に抑えた楽器用アンプを製造することだった。一般に真空管アンプは強く演奏したときに音が歪んでしまい、ジャズミュージシャンであるハルはこれを嫌っていた。ピックアップはアップライトベースのエンドにフィットするよう意図され、「アンプリファイド・ペグ（Amplified Peg ）」または短く「アンペグ（Ampeg ）」と呼ばれた。会社を独占所有した後にハルは社名を「アンペグ・ベースアンプ・カンパニー」に改めた。

## 革新

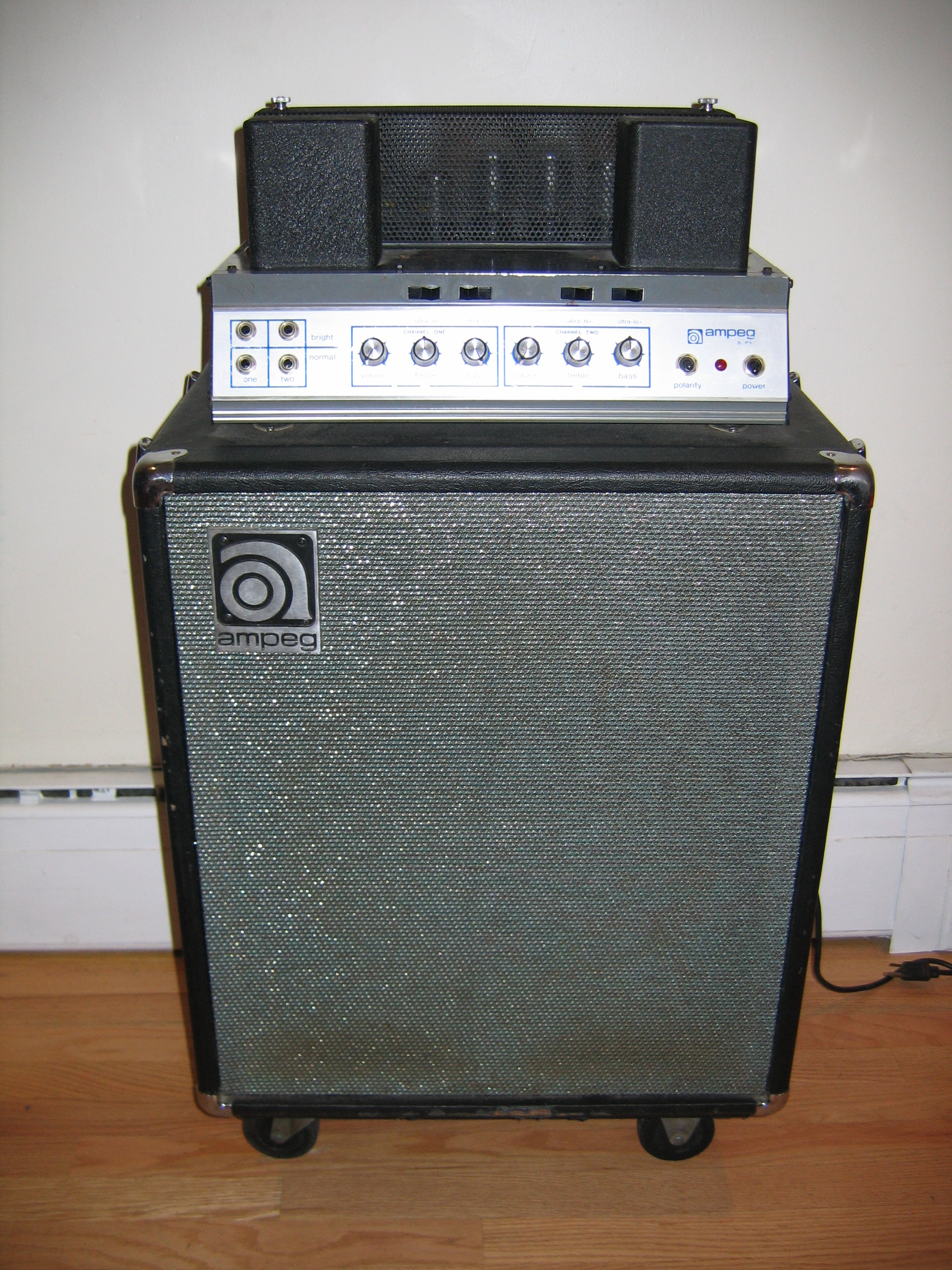
1970年代初頭のB-15N

アンペグは革新的な製品を生産しており、そのブランド名の元に6つの米国特許を取得した。1960年にジェス・オリヴァー（本名：オリヴァー・ジェスパーソン）は、真空管の保護のため倒置可能なシャシーを持ちスピーカーキャビネットの中にすべてを押し込んだコンボアンプを作成した。このコンボアンプは「ポータフレックス」として知られ、1960年代を通じて人気を得た。またアンペグは1960年代に世界初のリヴァーブ内蔵アンプ、「リヴァーブロケット」を製造した会社である。これはフェンダーの「ヴァイブロヴァーブ」より2年早い。

## SVT
1960年代にはアンペグはかなり低出力のコンボアンプしか製造しておらず、売上は減少していた。ロックコンサートは強大化しており、より大きなアンプが求められていた。そこでチーフ・エンジニアのビル・ヒューズはスーパー・ヴァキューム・チューブ回路を同名のアンプ（アンペグ・SVT）用に設計。重量85ポンドで、平均300Wの出力は当時の他のアンプを凌駕した。その高出力により、SVTはより大きな会場での使用候補となっていった。1970年代にはロック公演で広く使用されるようになった。ローリング・ストーンズは彼らのハイワットアンプの通関の遅れにより、米国ツアーではSVTを使用することとなった。
1970年代のSVTはまだ現役の物もあり、市場ではプレミアム価格で売られている。SVTは今日でもアンプの評価の尺度となっている。SVTで使用されているスピーカーキャビネットを設計したのはロジャー・コックス。この大きなスピーカーキャビネットには10インチのラウドスピーカーが2基ずつ4列並んでいる。このキャビネットは無限大バッフルとして設計されている。初期版ではCTSのスピーカーを使用していたが、1972年から会社がSLMに買収されるまで、エミネンスのラウドスピーカーが使用された。高出力ベースアンプに10インチスピーカーを使用することは当時の常識からは大きく外れたものであった。SVTアンプと10インチスピーカーの組み合わせはアンペグによりリイシューされた。

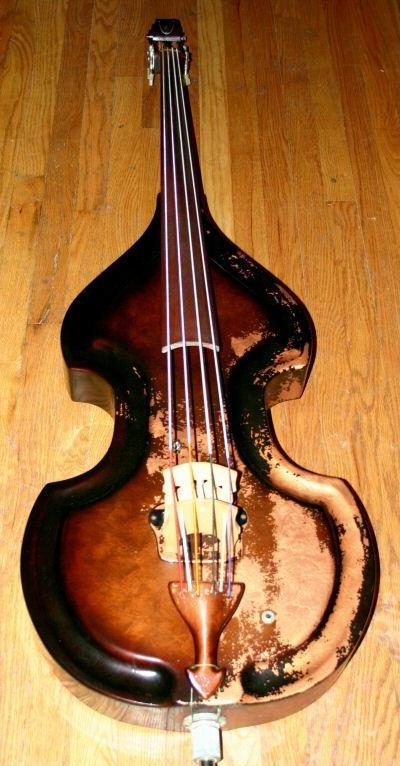

## 入手性と使用可能性
メジャーなブランド、フェンダーやマーシャルと比較して、入手性や使用可能性は複合的問題である。フェンダーのヴィンテージアンプが高値で売られるのに対し、アンペグのギターアンプのほとんどは（ベースアンプと違い）もっと安く入手できる。現代的使用にはややクリーンすぎることはさておき、古いアンペグアンプで使われている真空管には、特に特定のギターアンプヘッドで使用されている物にはすでに製造終了している無名の物があり、在庫も枯渇しているため非常に入手し辛くなっている。このため真空管の交換は困難であるが、入手が難しかった物でもV-4BやV-4で使われている7027Aや、SVTで使われている12DW7等は再生産されている。また、7027Aはもっとも一般的なパワー管6L6GCのピン接続を変更 (追加のピンがある) したものであるが、アンペグ・アンプにおいては追加ピンが接続されていないため、もっとも入手しやすく種類も多い6L6GCがそのまま使える。現行の7027Aは二種類あり、Reflector製のSovtek-7027 (Sovtek-5881WXTのピン接続を変更したもの) とJJ-Electronic製の7027A (JJ-6L6GCのピン接続を変更したもの) があるが、どちらもオリジナルのアンペグが採用していたSylvania製7027とは趣の違うサウンドである。そのためにSylvaniaの6L6GCをコピーした製品Shuguang製6L6GCMSTR (MESA 6L6GC STR440またはRuby 6L6GCMSTRとして入手可能) を使用しているプレイヤーが多い。一般的に1964年までのアンペグのギターアンプは暗く不機嫌なサウンドでいくら強く弾いても歪まないということで、あまり人気はない（ベースアンプについては1940年代から1979年頃までに作られた物でも需要がある）。1964年から1967年にかけてアンプの出力は増大し、リヴァーブが加えられ、真空管は今日でも入手が容易な物が使用されるようになった。1969年から1979年にかけてはSVTシリーズが発表され、これは1960年代から1970年代のベースアンプの中でも特筆すべきアンプである。当初のSVTには太くクリアでパンチの効いたサウンドが要求され、V2、V-4ヘッドやVT-40、VT-22コンボアンプには、1970年代のクランチながらクリーンなサウンドが求められた。

## 楽器とアクセサリー
アンペグはそのアンプの対となる、癖はあるが独特な楽器を製作した。これは1962年頃のベイビー・ベース（フルサイズで木製ネック、チェロサイズのプラスティック・ボディ【たびたび明言される通り、グラスファイバーではない】のエレクトリック・アップライトベース）から始まった。デザインはZorkoから購入、ジェス・オリヴァーが再設計し、ニュージャージー州リンデンの工場の片隅で製造された。これはアンペグの価格表に1970年頃まで載っていた。
1960年代初頭には、アンペグブランドのギターとベースがバーンズ・ロンドンで製造されたが、これはあまり売れなかった。輸入コストが高く、フェンダーやギブソンの楽器と比べて非常に高価な物になったからである。ボールドウィンによるバーンズの買収に伴い、アンペグとバーンズの関係は終了した。
1966年、アンペグは自社製のロングスケール「ホリゾンタル・ベース（スクロールベース、Fホールベースという名で知られる）」を発表。フレット付き、フレットレス（最初の量産フレットレス・エレクトリックベースとされる）の両方が用意された。特徴的なホーンを持ちボディの異なるが回路は同じ「デヴィル・ベース」も作られた。当初はブリッジ下に変換器を使用していたが、1968年に一般的マグネティック・ピックアップを使用するよう再設計された。同時にショートスケールのフレット付き、フレットレスモデルも製造された。
1969年にホリゾンタル・ベースはダン・アームストロングの設計、製造による「シースルー」ギター、ベースに置き換えられた。ギターはスナップ式の交換可能なピックアップを採用し、音色の変更が可能であった。またショートスケールベースは2つのスタック・コイルとパンポットを使用し、トーンに広いレンジをもたらした。シースルーのルーサイトボディはアームストロングのオリジナルアイディアで、サスティーンの長さに非常に貢献したが、ひどく重かった。これらは他社にあっと言う間に真似をされた。シースルーの製造は、1971年にアームストロングとアンペグの、アンプ製造に関する財務的対立により終了した。
1970年代半ば、アンペグは日本製のギターとベースをスタッド・シリーズとしてラインナップした。ギターはスタッド、ヘヴィースタッド、スーパースタッド、ベースはビッグスタッド、リトルスタッドから成る。このシリーズは人気のあるフェンダーやギブソンに勝つための物であった。スタッドは安いっぽい造りの物がある（例えば、リトルスタッドは合板のボディとネック）一方で、高品質の物もあった（例えばスーパースタッドは金メッキのハードウェアを使用）。1990年代の終わりにアンペグはベビー・ベースとホリゾンタル・ベース、そしてシースルーのデザインを基にした木製の楽器と、シースルーを再投入した。
アンペグはコンパクトエフェクターも製造している。1960年代には単体リヴァーブを、1969年にはスクランブラー（訳注：オーヴァードライブ）を（これは2005年にリイシューされた）、1970年代半ばから終盤にはフェイザーを、そして1980年代半ばには日本製の6種のコンパクトエフェクターを出している。またアンペグブランドのピック、弦、ストラップ、ポリッシュ等を、サウンドキューブ、バスター（ピグノーズのクローン）といった練習アンプ同様に出している。

## 現在
アンペグは現在、主にベースアンプ分野で成功を収めている。ギターアンプやダン・アームストロングの楽器製造も行っている。
リー・ジャクソンはVLシリーズのギターアンプを1980年代後半から1990年代初頭にかけて設計した。これらは50Wあるいは100Wのヘッドと50W、12インチx2のスピーカーのコンボアンプである。
2005年、アンペグと親会社のセントルイス・ミュージック（St. Louis Music、クレートアンプのメーカーとして知られる）はラウド・テクノロジー（Loud Technologies）に買収された。2007年3月、ラウドはアーカンソー州イェルヴィルでのアンペグ、クレートの製造をやめ、これらの製造をアジアの契約メーカーに外注化した。同年の5月にはイェルヴィルの工場を閉鎖、売却しミズーリ州セントルイスの開発部門も閉鎖しつつ、アジアの技術者と同様従来の技術者によって設計された新製品を作ることを選んだ。この移行は総合的な品質低下の懸念となり、世間、特にアンペグユーザーからの強い疑問を引き起こした。それまでのアンペグの重要なセールスポイントは、アメリカで設計・製造された製品だということであった。
2018年5月、かねてよりベースアンプのラインナップ拡充を計画していたヤマハとの契約を締結、同月よりヤマハ傘下となることが発表された。

## アンペグのユーザー
- ピーター・フック（ニュー・オーダー、リヴェンジ、モナコ）
- ジェームス・ジェマーソン（ファンク・ブラザーズ） - B-15nをライヴパフォーマンスで使用。
- ドナルド・ダック・ダン（ブッカー・T&ザ・MG's）
- ディー・ディー・ラモーン（ラモーンズ）
- ティム・コマーフォード（レイジ・アゲインスト・ザ・マシーン、オーディオスレイヴ）
- ヴィクター・ウッテン（ベラ・フレック・アンド・フレックトーンズ、ソロミュージシャン）
- レス・クレイプール（プライマス）
- マイケル・アンソニー（ヴァン・ヘイレン、サミー・ヘイガー）
- トム・アラヤ（スレイヤー）
- クリフ・バートン（メタリカ）
- ジェイソン・ニューステッド（メタリカ、ロックスター・スーパーノヴァ, ヴォイヴォド）
- リック・ダンコ（ザ・バンド）
- デイヴ・グロール（フー・ファイターズ）
- ジョシュ・オム（クイーンズ・オブ・ザ・ストーン・エイジ、カイアス、デザート・セッションズ (Desert Sessions)）
- クリス・ノヴォセリック（ニルヴァーナ）
- キース・リチャーズ（ローリング・ストーンズ）
- ミック・テイラー（ローリング・ストーンズ）
- ビル・ワイマン（ローリング・ストーンズ）
- ポール・シムノン（ザ・クラッシュ）
- ジャー・ウォブル（PiL）
- ビリー・シーン （MR. BIG）
- ジーン・シモンズ（キッス）
- ジョン・マイアング（ドリーム・シアター）
- ダグ・ピニック（キングスX）
- ジョン・マクヴィー（フリートウッド・マック）
- マーカス・グロスコフ（ハロウィン）

- 安孫子真哉（銀杏BOYZ）
- ウエノコウジ（thee michelle gun elephant）
- 河口純之助（THE BLUE HEARTS）
- 亀田誠治（東京事変）
- J（LUNA SEA）
- 調先人（THE HIGH-LOWS）
- 小林勝（ザ・クロマニヨンズ）
- 鈴木研一（人間椅子）
- 寺岡呼人（JUN SKY WALKER(S)）
- 高田雄一（ELLEGARDEN）
- 田淵智也（UNISON SQUARE GARDEN）
- tetsuya（L'Arc〜en〜Ciel）
- TOMOMI（SCANDAL）
- heath（X JAPAN）
- 山下昌良（LOUDNESS）
- 山田貴洋（ASIAN KUNG-FU GENERATION）
- NAKATA（KiNGONS）